# مداگاما
مداگاما (به لاتین: Medagama) یک منطقهٔ مسکونی در سری‌لانکا است که در ناحیه موناراگالا واقع شده‌است.